# 16169 Janapaty
16169 Janapaty este o planetă minoră (asteroid), cu un diametru de 2,801 km, din centura de asteroizi. A fost descoperită pe 4 ianuarie 2000 la Experimental Test Site⁠(d) de Lincoln Near-Earth Asteroid Research. 
Obiectul prezintă o orbită caracterizată de o semiaxă mare de 2,1708081 UAi, o excentricitate de 0,07, o înclinație de 1,70345 ° în raport cu ecliptica.